# حماية الملكية الفكرية لألعاب الفيديو
حماية الملكية الفكرية لألعاب الفيديو، تشترك حماية الملكية الفكرية لألعاب الفيديو من خلال حقوق النشر وبراءات الاختراع والعلامات التجارية في قضايا مماثلة مع حقوق الطبع والنشر للبرامج باعتبارها مجال جديد نسبيًا في قانون الملكية الفكرية. إن صناعة ألعاب الفيديو نفسها مبنية على طبيعة إعادة استخدام مفاهيم الألعاب من الألعاب السابقة لإنشاء أنماط لعب جديدة ولكن مقيدة بالاستنساخ المباشر الغير القانوني للألعاب الحالية، مما جعل تحديد حماية الملكية الفكرية أمرًا صعبًا لأنه ليس وسيطًا ثابتًا.

## المشاكل المتعلقة بحماية الملكية الفكرية في ألعاب الفيديو

### صناعة اللعبة
هناك جوانب متعددة حول صناعة ألعاب الفيديو أدت إلى نشر حقوق مكونات مختلفة من البرنامج بشكل منفصل، ولا يمكن أن يكون بعضها محميًا بحقوق الطبع والنشر على الإطلاق بسبب وجودها في المجال العام أو المشاع الإبداعي.

#### الأصول المشتركة
هناك عدد كبير من مواقع الإنترنت التي تسمح للمبدعين «باستعارة» الاصول لتنفيذها داخل اللعبة. يختلف نموذج منح حق الوصول والإذن باستخدام هذه الأصول عبر مواقع الإنترنت وقد يتراوح من دفعة مقدمة إلى جزء من الأرباح (إذا تم استخدام الأصول تجارياً). هذه ليست مشكلة مع كبار ناشري ألعاب الفيديو (مثل Electronic Arts أو Activision أو Sony)، ولكن عندما تنشئ هذه الشركات القائمة بذاتها عوالم كبيرة ومفصلة، فإن معظم الأصول التي تنشئها يتم استخدامها مرة واحدة فقط. هذا يحد من التجمع العام للموارد أو الأصول. غالبًا ما يتعين إعادة إنشاء الأصول من أجل إنشاء لعبة جديدة (أو تكملة من قبل شركة أخرى أو منشئ محتوى آخر)، وهي شكوى شائعة لمطوري الألعاب، حيث إن إنشاء أصول نافعة تجاريًا يكلف عادةً مبالغ كبيرة مما يجعل الأمر صعبًا. للمطورين الصغار لإنتاج الألعاب.

#### محركات اللعبة
محرك اللعبة هو إطار عمل يمكن للمطور استخدامه لإنشاء الألعاب. تتكون من مجموعة برمجيات بها العديد من المكونات، مثل محرك العرض ، ومحرك الصوت، ومحرك الفيزياء، والذكاء الاصطناعي. تقوم الشركات بإنشاء هذه المحركات بغرض السماح للمطورين (مع أو بدون رسوم) بإنشاء الالعاب. ومع ذلك، بسبب القيود أو بعض الخصائص المميزة للمحرك، قد تحدث بعض التصميمات أو مهام الخلفية السلبية بطريقة معينة لكل لعبة مصنوعة باستخدام هذا المحرك. هذه الميزة خاصة (بغض النظر عن مدى أهميتها بالنسبة للعبة) هي نفسها بشكل أساسي في جميع الألعاب التي تم إنشاؤها باستخدام هذا المحرك، مما يجعلها خارج نطاق حقوق النشر. ينطبق هذا المنطق أيضًا على الألعاب المصممة بنفس المحرك الذي يشترك في شفرة المصدر وهذا لن يشكل نسخًا لأن تشابه الألعاب متأصل في الأدوات. يمكن لدور النشر أو ناشري ألعاب الفيديو الكبيرة تجاوز هذا القيد من خلال تطوير محركات داخلية.

#### علاقة المنتجين والمطورين
تقليديًا، كان للناشرين دور تأمين أو توفير التمويل للعبة، فضلاً عن تحمل الخسائر، وفي كثير من الحالات تسويق اللعبة. كانت هذه النفقات كبيرة بشكل عام ويمكن أن تصل إلى عشرات الملايين من الدولارات لألقاب AAA (ألعاب ذات مستويات ترقية وميزانيات تطوير عالية). ولكن مع ظهور الإنترنت وظهور الثقافة المستقلة، ظهرت موجة جديدة من تقنيات التمويل والتوزيع. تمكن مواقع مثل Kickstarter وIndiegogo للمستهلكين المهتمين بالمساهمة بشكل مباشر في تطوير اللعبة من خلال شراء اللعبة مقدمًا. وقد أزال الموزعون الرقميون مثل Steam وGOG.com المتطلبات المكلفة لتصنيع أقراص الألعاب المادية وتوزيعها. وبهذا سمحت هذه الابتكارات للصناعة بالابتعاد عن معيار حقوق الملكية الفكرية الذي يقع على عاتق الناشر بدلاً من المطورين، حيث «يمكن الآن مشاركة حقوق الملكية الفكرية التي تُمنح عادةً للناشرين مع ناشر أو مملوكة من قبل مطور أو استثمار مركبة».

#### صناع الموسيقى وممثلو الصوت وغيرهم من المساهمين
المساهمات التي لا تضيف مباشرة إلى رمز اللعبة لن تكون محمية بحقوق التأليف والنشر للأعمال الأدبية، ولكن يمكن تغطية هذه العوامل إذا تم سحب حقوق التأليف والنشر السمعية والبصرية. أما بالنسبة لحقوق التأليف، فإن معظم المساهمين هم موظفون، وبالتالي فإن عملهم يعتبر «عملاً مقابل أجر»، ولا يعتبر عمل خاص بهم وانما لصاحب عملهم. لا يتم إنشاء الموسيقى بشكل عام من قبل مطوري الألعاب نظرًا لتوظيف أطراف ثالثة، فقد لا يؤدي ذلك إلى الحصول على عمل مقابل أجر. انظر قضية المحكمة الأمريكية CCNV v. ريد، على مبدأ العمل مقابل أجر.

### اللعب

#### قيود الأجهزة
قد يتم إنشاء بعض العناصر المحمية بحقوق النشر للعبة بسبب قيود الأجهزة. على سبيل المثال، اللعبة الكلاسيكية Space Invaders، التي لعبت في الأصل كلعبة أركيد، أصبحت أسرع بقتل اللاعب للمزيد من الكائنات الفضائية التي تظهر على الشاشة، مما أدى إلى تحرير مصادر النظام.

#### مساهمة المستخدم
تعد مساهمة المستخدم مكونًا أساسيًا لألعاب الفيديو، وهي وسائط تفاعلية. على الرغم من أن هذا قد لا يغير حقوق الملكية الفكرية في الرمز الأساسي للعبة، إلا أن بعض المطورين أو الناشرين قد يقيدون حقوق اللاعبين في بث لعبهم للعبة. والحجج من الجانب الآخر هي أن إخراج اللعبة يأتي بطريقة معينة بسبب مدخلات المستخدم ولذلك يمنح اللاعب بعض الحقوق المقيدة في اللعبة أو اثناء اللعب، والمعروف أيضًا باسم Let's Play.[بحاجة لمصدر]

## حقوق النشر
حقوق الطبع والنشر هي حماية للملكية الفكرية تمنح حقًا حصريًا لمؤلف أو مؤلفين العمل الإبداعي. يمكن حماية لعبة الفيديو كعمل إبداعي. سواء إذا كان العمل محميًا بحقوق الطبع والنشر أم لا، وقد تختلف مدة حقوق الطبع والنشر بين البلدان، وقد تكون أيضًا مقيدة بالاستثنائيات الخاصة بكل بلد، مثل مبدأ الاستخدام العادل في الولايات المتحدة.

### المعيار الدولي
اتفاقية برن لحماية المصنفات الأدبية والفنية (اتفاقية برن لعام 1886) هي معاهدة دولية حيث توفر نطاق حماية حقوق التأليف والنشر لألعاب الفيديو. يمكن استخلاص هذه الحماية من التعريف الواسع لـ "العمل الأدبي والفني" في المادة 2 من الاتفاقية، والتي تنص على ما يلي:
تشمل عبارة "المصنفات الأدبية والفنية" كل إنتاج في المجال الأدبي والعلمي والفني، بغض النظر إلى شكله أو تعبيره، مثل الكتب والنشرات وغيرها من الكتابات، المحاضرات والخطب والادبيات وغيرها من الأعمال التي لها نفس الطبيعة مثل الأعمال الدرامية أو الدرامية الموسيقية أو أعمال الرقص والترفيه في عرض غبي أو المؤلفات الموسيقية مع الكلمات أو بدونها أو المصنفات السينمائية وهي أعمال مندمجة يتم التعبير عنها بعملية مماثلة للتصوير السينمائي وأعمال الرسم أو رسم اللوحات والعمارة والنحت والنقش والطباعة الحجرية أو المصنفات الفوتوغرافية وهي أعمال مندمجة يتم التعبير عنها بعملية مماثلة للتصوير الفوتوغرافي أو كأعمال فنية تطبيقية كالرسوم التوضيحية والخرائط والخطط والرسومات والأعمال ثلاثية الأبعاد المتعلقة بالجغرافيا أو الطبوغرافيا أو الهندسة المعمارية أو العلوم.
يتعامل هذا المعيار مع اللعبة بأكملها على أنها مكون فردي ولكنه لا يحدد ما سيتم تغطيته بهذه الحماية وما يمكن استبعاده. أدركت المنظمة العالمية للملكية الفكرية التعقيد المتأصل في حقوق التأليف والنشر لألعاب الفيديو، قائلة: "على الرغم من أن المادة 2 من اتفاقية برن توفر أساسًا متينًا لأهلية حماية ألعاب الفيديو عن طريق حق المؤلف، إلا أنها في الواقع تعتبر أعمال تأليف معقدة، ومن المحتمل أن تكون مؤلفة من أعمال متعددة محمية بحقوق الطبع والنشر. " كما ذكرت WIPO (المنظمة العالمية للحقوق الفكرية) في أحد تقاريرها أنه "لا يوجد تصنيف واضح لألعاب الفيديو وستختلف حمايتها حسب كل لعبة بعينها والعناصر التي تشكل جزءًا منها". وبناءً على ذلك، يمكن التعامل مع ألعاب الفيديو كبرامج كمبيوتر، وبالتالي يتم تصنيفها على أنها أعمال مؤلفة؛ في هذه الحالة، يُصنف مصدر الكود للعبة فيديو على أنه عمل أدبي. إذا كانت حقوق التأليف التصويرية أو الرسومية هي السائدة، فقد يتم تصنيف إحدى ألعاب الفيديو على أنها من أعمال الفنون المرئية. وبالمثل، إذا كانت الصورة المتحركة أو التأليف السمعي البصري هي السائدة، فيمكن تصنيف لعبة فيديو على أنها صورة متحركة أو عمل سمعي بصري. " 

### المعايير الوطنية
كتبت WIPO (المنظمة العالمية للحقوق الفكرية) ما يلي بشأن حماية حق المؤلف في مختلف البلدان والاختصاصات: «بالنسبة لبعض البلدان، تعتبر ألعاب الفيديو في الغالب برامج كمبيوتر، بسبب الطبيعة المحددة للأعمال واعتمادها على البرامج. بينما في الولايات القضائية الأخرى، يشير تعقيد ألعاب الفيديو إلى أنها تُمنح تصنيفًا توزيعيًا. فهناك عدد قليل من البلدان تعتبر ألعاب الفيديو في الأساس أعمال سمعية بصرية».

#### الولايات المتحدة الأمريكية
قانون حق المؤلف لعام 1976، في 17 USC § 102  يعدد متطلبات حق المؤلف في الولايات المتحدة، لكنه لا يستخدم المصطلح. لكي يكون العمل محميًا بحقوق الطبع والنشر بموجب قانون حقوق الطبع والنشر، يجب أن يفي بعتبة الأصالة، وأن يكون ثابت ووسطي (سواء كان تناظريًا أو رقميًا) ويجب أن يكون العمل قابلاً للإدراك وللتكرار. فيما يتعلق بحقوق الطبع والنشر لألعاب الفيديو، ذكر مكتب حقوق الطبع والنشر بالولايات المتحدة أنه «يمكن إجراء تسجيل واحد لبرنامج كمبيوتر وشاشات عرضه، وعند الإجابة على سؤال» نوع العمل الجاري تسجيله «في نموذج الطلب، يجب على صاحب حقوق الطبع والنشر اختيار النوع الأنسب للتأليف السائد».
بعبارة أخرى، لا يحدد قانون الولايات المتحدة حماية معينة تمنح للعبة. يجب على الافراد الراغبين بتسجيل اللعبة أو محاميهم، التأكد من الفئة التي تحمي مصالح المؤلف أو المحال إليه على أفضل وجه. 

فازت شركة Tetris بقضيتها ضد Xio Interactive، على أساس أن لعبة Xio's Mino (على اليمين) نسخت الكثير من شكل ومظهر Tetris (على اليسار).

في الولايات المتحدة، يمكن حماية رمز المصدر الأساسي والعناصر الفنية للعبة، بما في ذلك الفن والموسيقى والحوار، بموجب قانون حقوق النشر. ومع ذلك، فإن عناصر اللعب في لعبة الفيديو غير مؤهلة بشكل عام لحقوق الطبع والنشر؛  وتندرج مفاهيم اللعب ضمن تمييز الفكرة والتعبير التي تم تنظيمها في قانون حقوق النشر لعام 1976، حيث لا يمكن استخدام حقوق النشر لحماية الأفكار، وانما لكن بالتعبير عنها فقط. وينوه مكتب حقوق الطبع والنشر بالولايات المتحدة على وجه التحديد أن: «حقوق الطبع والنشر لا تحمي فكرة اللعبة أو اسمها أو عنوانها أو طريقة أو طرق لعبها. كما أن حقوق النشر لا تحمي أي فكرة أو نظام أو طريقة أو جهاز أو علامة تجارية متضمنة في تطوير لعبة أو تسويقها أو لعبها. بمجرد أن تصبح اللعبة عامة، لا يوجد في قانون حقوق الطبع والنشر ما يمنع الآخرين من تطوير لعبة أخرى على أساس مبادئ مماثلة.»  تعتبر المحاكم أيضًا أن scènes à faire (تعني بالفرنسية «مشاهد يجب القيام بها») لنوع معين أنها غير قابلة لحقوق الطبع والنشر؛ الألعاب التي تتضمن مصاصي الدماء، على سبيل المثال، من المتوقع أن تحتوي على عناصر من مصاص الدماء يشربون الدم ويغرزون اداة حادة في قلب مصاص الدماء لقتله. والمتعارف به عمومًا في صناعة ألعاب الفيديو أن استعارة الميكانيكا من الألعاب الأخرى تعتبر ممارسة شائعة وغالبًا ما يكون بمثابة وسيلة لإنشاء ألعاب جديدة،  واستخدامها على نطاق واسع مما يجعلها غير مؤهلة لحقوق النشر القانونية أو حماية براءات الاختراع.
أصدرت الولايات المتحدة قانون حقوق المؤلف للألفية الرقمية (DMCA) في عام 1998 كجزء من معاهدة الأداء والتسجيل الصوتي التابعة للمنظمة العالمية للملكية الفكرية (WIPO). بشكل عام، يقوم قانون الألفية الجديدة لحقوق الطبع والنشر للمواد الرقمية على حظر أدوات مكافحة التحايل المتعلقة بالأجهزة والبرامج، مثل قراءة قرص ضوئي مشفر. لكل من مصنعي أجهزة ألعاب الفيديو ومطوري البرامج والناشرين، لمساعدتهم على حماية عملهم من النسخ والتفكيك وإعادة الدمج في نسخة مستنسخة. ومع ذلك، فإن قانون الألفية الجديدة لحقوق طبع ونشر المواد الرقمية يمثل مشكلة بالنسبة لأولئك الذين يحتفظون بألعاب الفيديو والذين يرغبون في تخزين الألعاب القديمة على أنظمة حديثة ومستدامة. كجزء من قانون الألفية الجديدة لحقوق طبع ونشر المواد الرقمية، تضيف مكتبة الكونجرس استثناءات مختلفة تشمل استخدام مكافحة التحايل لأغراض ارشفة المتاحف، على سبيل المثال.
في السوابق القضائية الحالية المدفوعة بقرارات في النظام القانوني للولايات المتحدة، تنقسم حقوق التأليف والنشر لألعاب الفيديو إلى قسمين. الأول هو من خلال الكود المصدري الخاص به أو ما يعادله، على النحو المحدد في قرار عام 1983 في قضية Apple Computer، Inc. ضد. شركة Franklin Computer Corp. يمكن اعتبار رمز البرنامج «عملاً أدبيًا» وبالتالي يخضع لحماية حقوق النشر. القسم الثاني هو عمل سمعي بصري، كما تم تحديده في قضية عام 1982 Stern Electronics، Inc. كوفمان. بينما تقدم ألعاب الفيديو صورًا وأصواتًا ليست في شكل ثابت، فإن الاستخدام المتكرر لها في استجابة منهجية لإجراءات اللاعب كان كافيًا لحماية حقوق النشر كأعمال سمعية بصرية. في حالة الأجهزة السابقة قبل رقائق الكمبيوتر القابلة للبرمجة فقد تم التعرف أيضًا على حقوق الطبع والنشر من خلال انطباع البرنامج بناءً على أنماط لوحة الدوائر والميزات التي جعلت الألعاب تعمل كشكل من أشكال التثبيت، على النحو الذي حدده كل من Stern وحالة 1982 Midway Mfg. شركة ديركشنيد، حيث نجحت Midway في رفع دعوى قضائية ضد شركة كانت تعيد بيع الإصدارات المعاد تجميعها من ألعاب الأركيد Pac-Man وGalaxian وRally-X.
حتى عام 2012، كانت المحاكم الأمريكية مترددة في البحث عن انتهاك حقوق الطبع والنشر للنسخ المستنسخة. كان قانون السوابق القضائية في الولايات المتحدة من خلال قضية Atari، Inc. v. Amusement World، Inc. (547 F. Supp. 222، 1982). رفعت أتاري دعوى قضائية على Amusement World مدعيةً أن لعبة الفيديو Meteos انتهكت حقوق النشر الخاصة بها على Asteroids. وقد وجدت المحكمة 22 تشابهًا بين اللعبتين، لكنها حكمت ضد مطالب أتاري، مستشهدة بهذه العناصر باعتبارها scènes à faire (تعني بالفرنسية «مشاهد يجب القيام بها») للألعاب المتعلقة بإطلاق النار على الكويكبات. أثبتت القضية أنه لا يمكن حماية «شكل وجوهر» اللعبة بسهولة. قال المحامي ستيفن سي ماك آرثر، الذي كتب لـ Gamasutra، إنه خلال هذه الفترة، اختارت المحاكم اتخاذ وجهة نظر أكثر تساهلاً لتحقيق التوازن بين الابتكار في الصناعة ومنع الحماية المفرطة لحقوق الطبع والنشر التي قد تطالب شركة واحدة بحقوق الطبع والنشر لنوع كامل من الألعاب. في أحسن الأحوال، يمكن لأصحاب حقوق الطبع والنشر تحدي النسخ من خلال التهديد بالإيقاف والكف عن الرسائل، أو على حقوق الملكية الفكرية الأخرى مثل العلامات التجارية.

##### التحولات منذ عام 2012
نشأ تحول في الخيارات القانونية للمطورين لمنافسة (clone arose) من قرار محكمة مقاطعة نيو جيرسي الفيدرالية لعام 2012 في Tetris Holding، LLC v. Xio Interactive، Inc. التي حكمت لصالح شركة Tetris، المرخص لهم بحقوق الطبع والنشر Tetris ، على استنساخ Mino، الذي طورته Xio Interactive، والتي استخدمت نفس طريقة اللعب مثل Tetris ولكن مع أصول فنية مختلفة. ذكر مطورو Mino في دفاعهم أنهم استخدموا عناصر اللعب غير القابلة لحقوق النشر الخاصة بـ Tetris in Mino فقط. وقضت المحكمة بأن قانون حقوق الطبع والنشر كان لصالح مطالبة شركة Tetris، حيث تم نسخ طريقة اللعب دون تغييرات، وبينما كانت أصول الفن جديدة، يمكن الخلط بسهولة بين «شكل ومظهر» Mino وبين تلك الخاصة بـ Tetris. أقرت المحكمة أيضًا أنه منذ وقت إصدار Tetris وعندما تم نشر Mino، كانت هناك تقنية جديدة كافية في الرسومات بحيث كان بإمكان Mino إضافة أشكال جديدة من التعبير إلى طريقة اللعب الأساسية للتمييز بشكل أفضل عن فكرة Tetris، مثل كيف لعرض tetraminos أو الرسوم المتحركة لكيفية سقوطها، ولكن بدلاً من ذلك نسخ ما فعلته Tetris تماماً، مما جعله على الأرجح انتهاكًا لحقوق الطبع والنشر. بالرغم أن قرار محكمة المقاطعة غير ملزم خارج نيوجيرسي، فقد كان هذا بمثابة قانون سوابق للمطورين الآخرين لصد استنساخ «الشكل والمظهر».
تم العثور على نفس الاسباب في قضية مماثلة كانت تحدث في الوقت ذاته تقريبًا مع قرار Tetris، حيث نجحت SpryFox LLC، مطورو لعبة الهاتف المحمول Triple Town، في الدفاع عن لعبتهم من استنساخ Town Yeti، التي طورتها 6Waves، من خلال محكمة التسوية بعد أن أصدر القاضي أحكامًا في البداية لصالح SpryFox. أشارت هذه الأحكام إلى وجود حماية لحقوق الطبع والنشر على آليات اللعب على الرغم من الاختلافات الجذرية في الأصول الفنية للألعاب، على الرغم من أن هناك عوامل أخرى، مثل الاتفاقيات السابقة بين SpryFox و6 Waves قد تكون متورطة أيضًا.
أسست كل من قضيتي Tetris وTriple Town سوابق قضائية جديدة ولكنها محدودة من ناحية «الشكل والمظهر» التي يمكن استخدامها لتحدي استنساخ ألعاب الفيديو في المحكمة.

##### تمييز الفكرة والتعبير
هناك مبدأ راسخ لحقوق الطبع والنشر يسمى التمييز بين الفكرة والتعبير، حيث يُقصد بحقوق الطبع والنشر حماية التعبير الفريد للمبدع، دون منح أي شخص احتكارًا لفكرة أوسع. ينص مكتب حقوق الطبع والنشر الأمريكي على وجه التحديد على أن «حقوق الطبع والنشر لا تحمي فكرة اللعبة أو اسمها أو عنوانها أو طريقة أو طرق لعبها. كما أن حقوق الطبع والنشر لا تحمي أي فكرة أو نظام أو طريقة أو جهاز أو مادة علامة تجارية متعلقة بتطوير اللعبة أو تسويقها أو لعبها».
يرتبط التمييز بين الفكرة والتعبير بنظريات ومبادئ حقوق النشر الأخرى. الأول هو عقيدة الدمج، حيث لا يمكن التعبير عن الفكرة إلا بطريقة واحدة. لن تعترف المحاكم بحماية حق المؤلف في أي تعبير لا ينفصل عن فكرة أكبر، لأنه يمنح احتكارًا فعليًا لهذه الفكرة. هناك مفهوم آخر ذو صلة وهو scènes à faire (الفرنسية التي تعني «مشاهد يجب صنعها»)، حيث تعتبر بعض العناصر العامة ضرورية لإعداد خيالي، ويجب ألا تكون مؤهلة لحماية حقوق الطبع والنشر. على سبيل المثال، ستكون ضرورة لعبة البيسبول في لعبة البيسبول غير قابلة لحقوق الطبع والنشر باعتبارها نشاطًا تجاريًا.
طبقت المحاكم تمييز الفكرة والتعبير على العديد من نزاعات حقوق النشر، بدءًا من قضية 1981 Atari v. عالم التسلية. على الرغم من اكتشاف أن Meteors نسخت فكرة لعبة Asteroids الخاصة بـ Atari، فقد قضت المحكمة بعدم وجود أي من أوجه التشابه محمية بموجب حقوق الطبع والنشر، نظرًا لأن هذه العناصر «لا مفر منها» في صنع لعبة حول «مركبة فضائية تكافح الصخور الفضائية». أتاري ضد. فيليبس كان حكمًا مبكرًا آخر، حيث منحت المحاكم أمرًا قضائيًا أوليًا بوقف بيع KC Munchkin! نظرًا لتشابهها مع Pac-Man. قضت المحاكم اللاحقة بأن العديد من عناصر اللعبة لا يمكن حمايتها بموجب حقوق النشر. في كل من Data East USA، Inc. ضد. Epyx، Inc. وCapcom USA Inc. ضد. Data East Corp. لم تعترف المحاكم بحماية حقوق النشر في العديد من ميكانيكيا الألعاب وتصميمات الشخصيات التي كان يُنظر إليها على أنها ضرورية لإنشاء لعبة قتال تحت عنوان فنون الدفاع عن النفس. في حالات لاحقة مثل Tetris Holding، LLC v. Xio Interactive، Inc. وSpry Fox، LLC ضد. اعترفت محاكم Lolapps، Inc. بانتهاك حقوق الطبع والنشر حيث يوجد دليل على أن إحدى الألعاب نسخت تعبيرًا فريدًا من لعبة أخرى، أكثر من مجرد تقليد الفكرة العامة.

##### اختبار التشابه الجوهري
في Atari v. شركة فيليبس الأمريكية للإلكترونيات الاستهلاكية (1982)  كتبت الدائرة السابعة أنه «لا يمكن لأي منتحل أن يبرر الخطأ بإظهار مقدار عمله الذي لم يقرصنه.»  قيل هذا في سياق حقيقة أنه «في حين أن اللعبة ليست محمية بموجب حقوق الطبع والنشر على هذا النحو، فإن هذا النوع من أعمال التأليف قابل للحماية على الأقل إلى حد محدود طالما أن الشكل المعني يتم التعبير عنه ويوفر شيئًا جديدًا أو إضافي على الفكرة» وأنه بينما قد لا يكون العملان متماثلين في كثير من النواحي، إذا كانت الاجزاء أو مكونات العمل الثاني تم نسخها كليًا أو جوهريًا أو تتشابه مع العمل الأول، فهذا يعد انتهاكًا لحقوق الطبع والنشر.

##### اختبار نهج الطرح
نيكولز ضد. يونيفرسال بيكتشرز قد وضعت الاختبار التالي للمواد المحمية بحقوق النشر والتي تتضمن المواد المحمية بحقوق النشر والملكية العامة. فوضعت القضية ثلاث خطوات يجب اتباعها للتأكد من النسخ:
1. يتم تحليل العمل المعني انتهاكه لتحديد الأجزاء المحمية.
2. يتم طرح الأجزاء غير المحمية.
3. يفحص مكتشف الحقائق أوجه التشابه الكبيرة بين ما تبقى من العمل المعني انتهاكه والعمل المنتهك.[34]

والسبب خلف وسيلة الطرح هذه هي اختبار التفضيلات للمحاكم في الولايات المتحدة (باستثناء الدائرة التاسعة )،

##### اختبار المقارنة بين التجريد والترشيح
تم تطوير هذا الاختبار في Computer Associates International، Inc. v. كانت شركة Altai، Inc. (1992) تهدف بشكل خاص إلى انتهاك البرمجيات، وبالتالي فهي مناسبة بشكل أكبر لما يمكن أن تطبقه المحكمة فيما يتعلق بألعاب الفيديو. الاختبار، كاختبار الطرح قبله، يحدد بواسطة 3 خطوات:
1. التجريد - التأكد من كل مستوى من مستويات التجريد.
2. التصفية - تحديد العوامل على كل مستوى والتي لا تستحق الحماية (الأفكار، العمليات، تلك التي تمليها الكفاءة أو المطلوبة للتوافق الخارجي، تلك المأخوذة من المجال العام، إلخ) وازالتها من الاعتبار.
3. مقارنة - قارن بين المكونات المتبقية للانتهاك.[34]

تم استخدام اختبار مقارنة التجريد والترشيح بشكل خاص في تحديد انتهاكات حقوق النشر في ألعاب الفيديو في Tetris Holding، LLC v. Xio Interactive، Inc.، والتي تم استخدامها لمقابلة نسخة من لعبة Tetris نظرًا لوجودها بشكل كبير في الشكل والمظهر العامين للعبة.

#### الهند
لا يتناول قانون حقوق النشر الهندي لعام 1975 ألعاب الفيديو على وجه التحديد. على عكس الولايات المتحدة، لم تُدرج الهند بشكل عام ضمن التصنيفات التي يجب على صانعي ألعاب الفيديو طلب الحماية بموجبها. تتبع الهند التقليد الأنجلو أمريكي بالسماح للأشخاص الاعتباريين بامتلاك حقوق النشر.
يحتوي القانون الهندي على تعريف شامل لعبارة «العمل الفني» بموجب الفصل 1، القسم 2 (ج) من قانون حقوق الطبع والنشر، والذي ينص على أن العمل الفني هو «(1) لوحة أو نحت أو رسم أو نقش أو صورة، ما إذا كان أي من هذا العمل يمتلك جودة فنية أم لا ؛ (2) عمل معماري ؛ و(3) أي عمل آخر بمسمى الحرفة الفنية».[بحاجة لمصدر]
نظرًا لخصوصية النظام الأساسي، فقد تطور قانون ألعاب الفيديو في الهند بشكل أكبر على أساس ممارسة الأعمال.[بحاجة لمصدر] وقد أدى ذلك إلى قيام المطورين والناشرين بالسعي إلى حمايتها باعتبارها «أعمال تصوير سينمائي». بموجب القسم 2 من القانون، يعني «فيلم التصوير السينمائي» «أي عمل من أعمال التسجيل المرئي على أي وسيط يتم إنتاجه من خلال عملية يمكن من خلالها إنتاج صورة متحركة بأي وسيلة ويتضمن تسجيل صوتي مصاحب لهذا التسجيل المرئي والتصوير السينمائي. يُفسر على أنه يشمل أي عمل تم إنتاجه بأي عملية مماثلة للتصوير السينمائي بما في ذلك أفلام الفيديو». تحتوي عبارة «عملية مشابهة للتصوير السينمائي» على قائمة غير حصرية مرفقة، مما يعني أن جزء التعريف مفتوح بما يكفي للسماح بتغطية ألعاب الفيديو، ولكن لا يوجد اجتهاد في هذا الموضوع.[بحاجة لمصدر]) ينص القانون في الهند بوضوح على أن «العمل الأدبي» يشمل برامج الكمبيوتر  وبالتالي يمكن حماية الكود المصدري لألعاب الفيديو كبرنامج أو عمل أدبي.

على عكس الولايات المتحدة فإن في الهند، توجد جوانب مختلفة للعبة، مثل الفن والرمز وآليات اللعب وما إلى ذلك، تخضع لحقوق الطبع والنشر بشكل مستقل. ويتم تعزيز هذا الفهم من خلال القسم 17 من قانون حقوق الطبع والنشر الهندي الذي ينص على أن الشخص الذي يرتب جميع مكونات العمل معًا في وحدة متماسكة سيكون هو الشخص الذي يحتفظ بحقوق الطبع والنشر في العمل، وهذا في حالة إذا ما تم إنشاء جميع الأعمال بموجب عقد خدمة كما هو مذكور في المادة 17 (ج):
«في حالة وجود عمل تم إجراؤه أثناء عمل المؤلف بموجب عقد خدمة أو تدريب مهني (...)، يجب على صاحب العمل ان لا يكون على اتفاق خلاف ذلك، هو المالك الأول لحقوق الطبع والنشر فيه»
بموجب هذه القاعدة، فإن تأليف المساهمات الإبداعية للعبة التي يتم إجراؤها بواسطة أفراد من خارج عمل المطورين أو الناشرين ان تكون مع المنشئ الأصلي، ما لم يتم توقيع الحقوق للمطور.
المساهمون مثل الموسيقيين وكتاب الأغاني، بمجرد موافقتهم على أن تكون أعمالهم في عمل سينمائي، فلا يمكنهم التقييد أو الاعتراض على تمتع المنتج بحقوق المؤدي، لكن المؤلف الأصلي يحتفظ بالحق في تلقي العوائد من الجمهور أو الاستخدام التجاري لعمله، وفقًا للمادة 38 أ (2) من قانون حقوق الطبع والنشر الهندي. «من غير الواضح ما إذا كان هذا الحكم الجديد سيؤثر على مؤلفي ألعاب الفيديو بسبب عدم تأهيل هذا النوع من أعمال التأليف ؛ لذلك، يجب تفسير هذا التعديل لقانون حقوق الطبع والنشر الهندي في هذا السياق... يجب أن تفسرها المحاكم الهندية من أجل تحديد ما إذا كان سيتم تطبيقه على المساهمين في ألعاب الفيديو وما إذا كان لديهم الحق في تلقي العوائد مقابل استغلال أعمالهم».
إن الحالة البارزة لاتخاذ قرار بشأن قضايا الانتهاك في الهند هي RG Anand، والتي حددت الاختبار التالي: إذا كان «المشاهد بعد قراءة أو رؤية كلا العملين يعبر بوضوح عن رأيه ويحصل على انطباع لا جدال فيه بأن العمل المعروض يبدو أنه نسخة من الأصل» حينها يتم التعدي على حق المؤلف.

#### المملكة المتحدة
تم تعيين قانون حقوق الطبع والنشر في المملكة المتحدة بموجب قانون حقوق النشر والتصميمات وبراءات الاختراع لعام 1988، ولكن هذا لا يشمل على وجه الخصوص ألعاب الفيديو أي من الأعمال المؤهلة لحقوق الطبع والنشر. بدلاً من ذلك، تعتبر ألعاب الفيديو محمية بموجب حقوق النشر في أجزائها. يعتبر رمز الكمبيوتر أو أي وسيط ثابت آخر محميًا بحقوق الطبع والنشر، ويمكن حماية حقوق الطبع والنشر لعرض اللعبة كعمل أدبي أو عمل درامي، بينما يمكن أيضًا حماية عناصر مثل تصميم الشخصيات والفن والصوت والموسيقى. لا تعتبر الجوانب الأخرى، مثل الشكل والمظهر أو آليات اللعبة، مؤهلة لحقوق الطبع والنشر.

#### الإتحاد الأوربي
يضع الاتحاد الأوروبي (EU)، بصفته هيئة من الدول الأعضاء، سياسات لحقوق الطبع والنشر وغيرها من أشكال حماية الملكية الفكرية التي يتم بعد ذلك دعمها من خلال القوانين التي تم تمريرها على المستويات الوطنية، مما يسمح للدول المنفردة بتضمين قيود إضافية في توجيهات الاتحاد الأوروبي. تم إصدار توجيهات متعددة من الاتحاد الأوروبي تتعلق بحقوق النشر التي تؤثر على ألعاب الفيديو، ولكن في جوهرها، ينص توجيه برامج الكمبيوتر لعام 1991 على حماية حقوق الطبع والنشر لألعاب الفيديو في التعليمات البرمجية المصدر الخاصة بها وجميع الأجزاء المكونة لها بتنسيقها الثابت، مثل قرص بصري أو دائرة مطبوعة. لا يتم تغطية العناصر الصوتية والمرئية والعناصر الإبداعية الأخرى للعبة نفسها بشكل مباشر من قبل أي توجيه من الاتحاد الأوروبي، ولكن يتم تكريسها في القوانين الوطنية كنتيجة لاتفاقية برن التي يعد الاتحاد الأوروبي والدول الأعضاء جزءًا منها، مع ألعاب الفيديو سواء تم تسميتها صراحة بأنها أعمال سينمائية أو على نطاق أوسع تحت المصنفات السمعية البصرية. حكمت قضية واحدة على الأقل في محكمة العدل الأوروبية بشكل مشابه للولايات المتحدة بأن الافكار كمفاهيم اللعب لا يمكن أن تكون محمية بحقوق الطبع والنشر، لكن شكل التعبير عنها يمكن أن يستحق حقوق الطبع والنشر.
لا يمكن الحصول بسهولة على براءة الاختراع الخاصة بالبرامج وألعاب الفيديو في الاتحاد الأوروبي، إلا إذا أمكن إثبات أن هناك تأثيرًا تقنيًا كبيرًا يتجاوز تفاعل الأجهزة والبرامج.

#### اليابان
تتشابه قوانين حقوق النشر في اليابان مع قوانين الولايات المتحدة في أن أحد أشكال التعبير الفني في وسيط ثابت كافٍ لحماية حقوق النشر. اليابان هي أيضًا عضو في اتفاقية برن. تعتبر ألعاب الفيديو ورمز الكمبيوتر بشكل عام ضمن حقوق الطبع والنشر لأنها «عمل مؤلف» على أنه «إنتاج يتم التعبير عن الأفكار أو العواطف بطريقة إبداعية والتي تقع في الأدب أو العلم أو الفن أو المجال الموسيقي.»  أصبحت ألعاب الفيديو مؤهلة للحصول على حقوق التأليف والنشر بنفس الطريقة التي تم بها إنشاء الأعمال السينمائية من خلال ثلاث قضايا تتعلق باستنساخ ألعاب الفيديو من عام 1982 إلى عام 1984، والتي حاكمت فيها اليابان بشكل جماعي عن عملية تخزين البيانات في ذاكرة الكمبيوتر للقراءة فقط (ROM) وبالتالي يمكن أن تكون النسخ غير المصرح بها بمثابة انتهاك لحقوق الطبع والنشر، فبالتالي يمكن لدوائر الأجهزة أن تحمل معلومات البرامج وهي أيضًا محمية بحقوق النشر، ويمكن أن تحتوي ألعاب الفيديو على تعبير فني محمي بموجب حقوق النشر. لهذا أعطت هذه القضايا ألعاب الفيديو حماية أقوى لحقوق الطبع والنشر من ذي قبل، حيث أن المحاكم اليابانية عادةً ما تضع المزيد من العبء على المدعين في قضايا انتهاك حقوق الطبع والنشر لإثبات التشابه، وتميل بدلات الاستخدام العادل إلى أن تكون أكثر تساهلاً.
كجزء من معاهدة المنظمة العالمية للملكية الفكرية (WIPO) بشأن الأداء والتسجيل الصوتي، فقد عدلت اليابان قوانين حقوق الطبع والنشر الخاصة بها في عام 1999 لحظر الأجهزة والبرامج الخاصة بمكافحة التحايل، بناءً على لغتها في قانون الألفية الجديدة لحقوق طبع ونشر المواد الرقمية الخاص بالولايات المتحدة.
إحدى المشكلات التي أثرت على إعادة إصدار الألعاب القديمة في اليابان هي قوانين حقوق الطبع والنشر القاسية التي ستتدخل في حيز التنفيذ ما إذا كان هناك أي نزاع محتمل حول ملكية حقوق الطبع والنشر المحتملة. لإعادة نشر عمل، يجب أن يكون لدى الناشر اتفاق مع مالك حقوق الطبع والنشر، والذي قد يشمل بالنسبة لهذه الألعاب القديمة اشخاصاً قد ماتوا أو انتقلوا إلى مجالات مختلفة ويصعب تعقبهم. من شأن قانون جديد مقترح في عام 2021 إنشاء مستودع مركزي لإدارة حقوق الطبع والنشر لمثل هذه الأعمال عبر جميع الوسائط حيث يكون مالك حقوق الطبع والنشر مجهول ويتحمل مسؤولية إدارة قضايا الحقوق المستقبلية. سيسمح هذا بإعادة نشر الألعاب المتأثرة دون الحاجة إلى الاتصال بالمبدعين الأصليين إذا لم يتم العثور عليهم.

#### الصين
لا يعترف الإطار القانوني لحقوق الطبع والنشر في الصين بالعناصر الفردية لألعاب الفيديو كعمل مؤهل لقابلية حقوق الطبع والنشر مع أصول إبداعية فردية على أنها قابلة لحقوق الطبع والنشر، ولكن ليس لديها أحكام مماثلة مثل معظم الدول الأخرى للاعتراف بالشكل الاساسي للنشر على أنه له أيضًا حقوق طبع ونشر أو عمل على أن له حقوق نشر مثل عمل سينمائي ككل. مكنت هذه العناصر الأخيرة جزئيًا من تمكين سرقة حقوق النشر على نطاق واسع داخل البلد، ليس فقط لألعاب الفيديو ولكن لأعمال أخرى. تتيح قواعد حقوق النشر المتراخية نسبيًا الاستنساخ استنادًا إلى إعادة تشكيل لعبة حالية، واستبدال الأصول الفنية بأصول جديدة، ولكن دون تغيير رمز اللعبة. من الصعب ايضاً في قانون حقوق الطبع والنشر الصيني اتخاذ أي إجراء بشأن تعديل الأحرف المحمية بحقوق الطبع والنشر لأنها غير مكتوبة بشكل صريح في القانون الصيني، مما سمح بالاستخدام الغير مرخص على نطاق واسع للملكية الفكرية للآخرين في الألعاب الصينية. على الرغم من أن الحكومة أدخلت قوانين حقوق نشر أكثر صرامة في السنوات الأخيرة وعقوبات أشد على الانتهاكات، إلا أن استنساخ ألعاب الفيديو لا يزال قائمًا في الصين.
تم رفع أحد أول قضايا حقوق الطبع والنشر الرئيسية حول لعبة فيديو في الصين في عام 2007 من قبل Nexon ضد Tencent، مؤكدة أن QQ Tang قد نسخ علامة Pop Tag الخاصة بهم. فحددت المحكمة قراراً لصالح Tencent بمفهومين ظلوا جزءًا من السوابق القضائية: الوصول إلى اللعبة الأصلية، وما إذا كان هناك تشابه كبير في العناصر المعنية التي تنتهك حقوق النشر. وأثبتت القضية أيضًا أنه عند النظر في حقوق الطبع والنشر للعناصر الفردية، فيجب أن يكون هناك حد من الأصالة لتكون قابلة لحقوق الطبع والنشر.
حدثت قضية رئيسية ثانية في عام 2018 عندما رفعت شركة Woniu Technology، مبتكرو Taiji Panda، دعوى قضائية ضد شركة Tianxiang بسبب لعبتهم المحمولة Hua Qian Gu باعتبارها استنساخًا جديدًا من Taija Panda. بينما حاول Tianxiang القول بأن اللعبة ككل لا يمكن أن تكون محمية بحقوق الطبع والنشر، حددت المحكمة الأسبقية في أن لعبة فيديو تندرج في فئة الأعمال السينمائية، وأن التعبير عن طريقة اللعب يمكن أن يكون محميًا بحقوق الطبع والنشر، مما يؤسس هذا المبدأ في قانون السوابق القضائية.

## براءات الاختراع

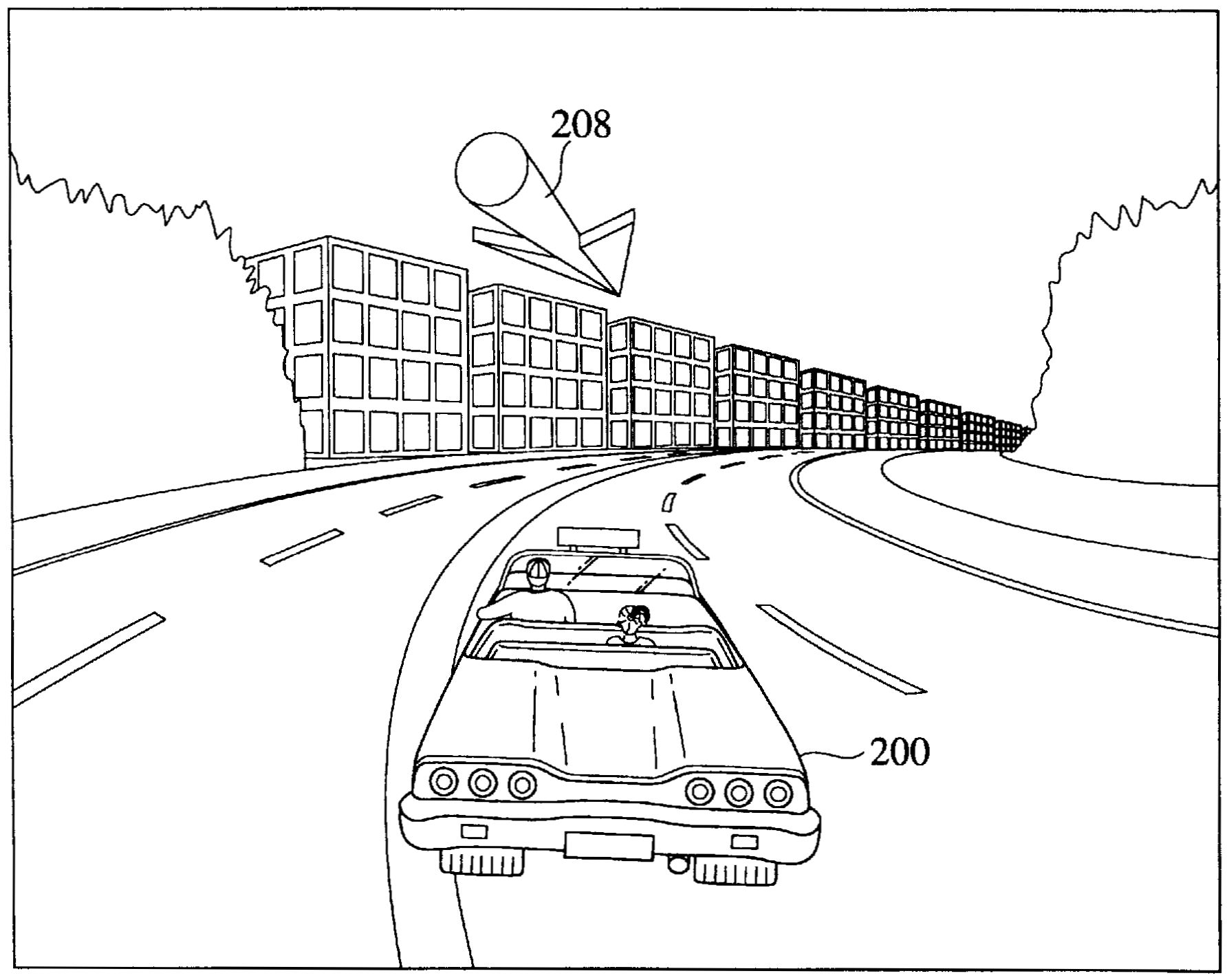
حصلت Sega على براءة اختراع ميكانيكا اللعب الأساسية لألعاب مثل Crazy Taxi لمنع الاستنساخ.

تُستخدم براءات الاختراع بشكل متكرر لحماية وحدات التحكم في الأجهزة من الاستنساخ. على الرغم من أن براءات الاختراع لا تغطي عناصر مثل شكل وهيئة وحدة التحكم، إلا أنه يمكن استخدامها لحماية الأجهزة الداخلية والمكونات الإلكترونية، كما استخدم Magnavox في بداية لعبة الآركيد ونسخ وحدة التحكم الرئيسية. والجدير بالذكر أن العديد من براءات الاختراع الخاصة بـ Famicom وNES انتهت صلاحيتها في عامي 2003 و2005 على التوالي، مما أدى إلى استنساخ أجهزة إضافية في السوق الرمادية في غضون فترة زمنية قصيرة. ومع ذلك، قامت شركة (Nintendo) ببناء حماية أخرى للملكية الفكرية في نظامها، وتحديداً نظام 10NES المغلق، الذي يغطيه قانون حقوق النشر، والذي من شأنه أن يسمح فقط بتشغيل الألعاب المصرح بها على أجهزتها.
في كثير من الأحيان، يتم استخدام براءات الاختراع لحماية عناصر برامج ألعاب الفيديو. والجدير بالذكر أن Sega قد قدمت براءة اختراع أمريكية عام 1998 لمفاهيم اللعب في Crazy Taxi. بعد ذلك، رفعت الشركة دعوى قضائية ضد شركة Fox Interactive لانتهاك براءات الاختراع بسبب عنوانها The Simpsons: Road Rage، مشيرة إلى أن اللعبة الأخيرة تم تطويرها «لنسخ وتقليد» لعبة Crazy Taxi.  تمت التسوية القضية في النهاية خارج المحكمة. تشمل الأمثلة المعروفة الأخرى على براءات اختراع اللعب تلك الألعاب المصغرة على شاشات التحميل التي قدمتها Namco، وعجلة اختيار الحوار المستخدمة في ألعاب Mass Effect بواسطة Bioware، وkatamari من ألعاب Katamari Damacy من Bandai Namco، ونظام Nemesis من Middle-earth: Shadow موردور بواسطة وارنر بروس. الترفيه التفاعلي.

## العلامات التجارية
هناك طريقة أخرى استخدمتها بعض الشركات لمنع الاستنساخ عبر العلامات التجارية لمنع الاستنساخ والتقليد. والجدير بالذكر أن King قد حصل على علامة تجارية للولايات المتحدة على كلمة "Candy" في مجال ألعاب الفيديو لحماية البرامج المستنسخة والتشويش على اللاعبين في لعبتهم Candy Crush Saga. لقد سعوا أيضًا إلى منع استخدام كلمة "Saga" في تسجيل العلامات التجارية لـ The Banner Saga لأسباب مماثلة، على الرغم من عدم وجود عناصر مشتركة بين الألعاب. داخل الاتحاد الأوروبي، يمكن للمرء التسجيل للحصول على علامة تجارية تابعة للاتحاد الأوروبي تتضمن عناصر وسائط متعددة، والتي من شأنها أن تسمح للمطور أو الناشر بوضع علامة تجارية على عنصر معين في اللعبة يكون مستحدثًا من الألعاب السابقة، مما يوفر طريقًا مختلفًا لهم لحماية عملهم من الاستنساخ. على سبيل المثال، تقدمت شركة Rebellion Developments لتسجيل ميكانيكي "Kill Cam" كعلامة تجارية من سلسلتها Sniper Elite في أكتوبر 2017، على الرغم من اعتباره منذ فبراير 2018، فلا يزال التطبيق قيد المراجعة.

## الترخيص
يتمثل أحد الجوانب ذات الصلة بألعاب الفيديو والملكية الفكرية في ترخيص ممتلكات أخرى للاستخدام داخل لعبة الفيديو. يمكن لهذا المفهوم ان يتجسد في العديد من الأشكال المحتملة:
- تم تطوير بعض الألعاب كروابط إضافية لإصدار خاصية أخرى للمساعدة في تسويق تلك الخاصية والترويج لها، مثل Superman 64 الذي تم استخدامه كحلقة وصل إلى Superman: The Animated Series في حالات أخرى، يمكن استخدام الألعاب ببساطة لإعداد الترخيص خارج وظيفة الارتباط، كما في حالة Batman: Arkham Asylum.[59]
- تتضمن العديد من الألعاب الموسيقى المعاصرة الموجودة من الفرق الموسيقية والموسيقيين المشهورين، ويجب على كلٍ منهم أن يكون فرد مرخص له. هذا أمر شائع في معظم ألعاب الإيقاع مثل Guitar Hero، بالإضافة إلى ميزة شائعة في Grand Theft Auto والعديد من نسخ GTA للموسيقى التي يتم تشغيلها على محطة راديو السيارة داخل اللعبة.
- تجلب العديد من الألعاب المتقاطعة شخصيات وإعدادات وعناصر أخرى من ألعاب الفيديو الأخرى عادةً خارج نطاق الملكية الفكرية (IP) الخاص بالناشر، كما هو الحال في سلسلة Super Smash Bros.

يميل هذا النوع من الترخيص إلى طرح مشكلة تتعلق بالاحتفاظ بألعاب الفيديو الخاصة بخدمات التنزيل الرقمية والحفاظ عليها. يمكن للناشر أحيانًا تأمين الحقوق الدائمة لممتلكات مرخصة، كما في حالة Ubisoft التي تحمل اسم Tom Clancy. عوضاً عن ذلك، فإن التراخيص ذات الوقت المحدود، تتطلب من الناشرين عمومًا إزالة اللعبة من البيع على هذا المبدا، على الرغم من أن المالكين الحاليين للعبة غالبًا ما يكون لديهم الحق في إعادة تنزيل اللعبة واستخدامها حسب الضرورة. على سبيل المثال، تتضمن سلسلة Forza Motorsport نماذج واقعية للعديد من طرازات السيارات الحالية المرخصة من مصنعي السيارات. شروط الترخيص هذه محدودة، مما يتطلب من الناشر مايكروسوفت (Microsoft) سحب اللعبة من البيع بعد أربع سنوات تقريبًا من الإصدار بسبب إنشاء مايكروسوفت (Microsoft) بشكل عام نموذجًا للتطوير حيث كان على وشك سحب الإصدار الأخير من Forza، مع بداية جديدة لتراخيص السيارات. في أحد الأمثلة السائدة، كان على Grand Theft Auto IV تحديث اللعبة لجميع مالكي الرقميات لإزالة الأغاني من الموسيقى التصويرية التي انتهت صلاحية ترخيصهم لمدة عشر سنوات.